# Funk psicodélico
O funk psicodélico (ou funkadelia) é um gênero musical que combina funk com elementos do rock psicodélico. Foi pioneiro na década de 1960 por artistas como Sly and the Family Stone e o coletivo Parliament-Funkadelic.
O gênero derivou outros dois, como o funk rock e o g-funk.

## História
Após o final dos anos 1960 os trabalho de Jimi Hendrix, a cultura da música e droga de psicodelia começou a ter um impacto generalizado sobre músicos afro-americanos. Artistas do funk negros, como Sly and the Family Stone fundindo técnicas de rock psicodélico, incluindo pedais wah , caixas de fuzz , câmaras de eco e falsificadores vocais, bem como elementos de blues, rock e jazz. O produtor musical  Norman Whitfield iria recorrer a este som na popular Motown Records. Já contratando The Temptations, Cloud Nine , Marvin Gaye, I Heard it Through e Grapevine.